# Cytoplasmatisk hansterilitet
Cytoplasmatisk hansterilitet (CMS) orsakas av en störd kommunikation mellan generna i en växts cellkärna och dess mitokondrier. CMS har ofta utvecklingsbiologiska effekter på blomutvecklingen. CMS orsakas ofta genom att man återkorsar en hybrid så att mitokondrierna cytoplasman ärvs från den ena föräldraarten medan cellkärnan är identisk med den andra föräldraarten.